# Ischiopsopha ignipennis
Ischiopsopha ignipennis är en skalbaggsart som beskrevs av Raffaello Gestro 1876. Ischiopsopha ignipennis ingår i släktet Ischiopsopha och familjen Cetoniidae. Inga underarter finns listade i Catalogue of Life.